# Корден, Джеймс
Джеймс Кимберли Корден (англ. James Kimberly Corden; род. 22 августа 1978) — английский актёр, телеведущий, сценарист, продюсер и комик. Наиболее известен благодаря роли Смити в комедийном сериале «Гевин и Стейси» и как ведущий программы «Очень позднее шоу с Джеймсом Корденом».

## Ранние годы
Джеймс Корден родился 22 августа 1978 года в Лондоне в семье музыканта Малькольма Кордена и социального работника Маргарет Корден (в девичестве Коллинс). Вырос в городке Хай-Уиком, графство Бакингемшир, Великобритания. Джеймс изучал драматическое искусство с детства, посещал Сценическую школу Джеки Палмер, а затем — старшую школу Холмер Грин и Мисбурнскую школу.

## Карьера
Актёрским дебютом Джеймса Кордена стала роль в мюзикле «Мартен Герр» в 1996 году, а в 2000 году он получил главную роль в британском сериале «Толстые друзья». Затем он снимался преимущественно в эпизодических ролях, пока в 2007 году не начал работу над ситкомом «Гевин и Стейси», где выступал не только на актёрском поприще, но и в роли продюсера и сценариста, за что был удостоен телевизионной премии BAFTA.
В 2010 году Джеймс Корден стал вести спортивное шоу Sport Relief, переросшее со временем в почти полноценный ситком. В 2010—2011 годах актёр появился в двух эпизодах культового британского телесериала «Доктор Кто» в роли временного спутника Доктора Крейга Оуэнса, а в 2011 году снялся в роли Планше в фильме «Мушкетёры».
С 23 марта 2015 года Корден ведёт развлекательное шоу «Очень позднее шоу с Джеймсом Корденом» на канале CBS, сменив на этой должности Крейга Фергюсона.

## Личная жизнь
Джеймс Корден долгое время встречался с актрисой Шеридан Смит.
С 15 сентября 2012 года Джеймс женат на Джулии Кери, с которой он встречался 3 года до их свадьбы. У супругов есть сын — Макс Маккартни Кимберли Корден (род. 22.03.2011), дочь — Кери Корден (род. 27.10.2014), дочь — Шарлотта Корден (род. 12.12.2017).

## Фильмография

### Кино
| Год  | Название на русском                                  | Оригинальное название                       | Роль                                       | Примечания             |
| ---- | ---------------------------------------------------- | ------------------------------------------- | ------------------------------------------ | ---------------------- |
| 1997 | 24:7                                                 | TwentyFourSeven                             | Тонка                                      |                        |
| 1999 | Что произошло с Гарольдом Смитом?                    | Whatever Happened to Harold Smith?          | Уолтер                                     |                        |
| 2002 | Всё или ничего                                       | All or Nothing                              | Рори                                       |                        |
| 2002 | Вне игры                                             | Heartlands                                  | Шейди                                      |                        |
| 2005 | Последний палач                                      | Pierrepoint                                 | Керки                                      |                        |
| 2006 | Попасть в десятку                                    | Starter for 10                              | Тоун                                       |                        |
| 2006 | Любители истории                                     | The History Boys                            | Тиммс                                      |                        |
| 2006 | Герои и злодеи                                       | Heroes and Villains                         | Сэм                                        |                        |
| 2007 | Где я был всю твою жизнь?                            | Where Have I Been All Your Life?            | Лиам                                       | короткометражный фильм |
| 2008 | Как потерять друзей и заставить всех тебя ненавидеть | How to Lose Friends & Alienate People       | сотрудник Post Modern Review               |                        |
| 2008 | Телстар                                              | Telstar: The Joe Meek Story                 | Клем Каттини                               |                        |
| 2009 | Убийцы вампирш-лесбиянок                             | Lesbian Vampire Killers                     | Флетч                                      |                        |
| 2009 | Планета 51                                           | Planet 51                                   | солдат Вернкот                             | мультфильм; озвучка    |
| 2010 | Союз зверей                                          | Die Konferenz der Tiere                     | Билли                                      | мультфильм; озвучка    |
| 2010 | Путешествия Гулливера                                | Gulliver’s Travels                          | Джинкс                                     |                        |
| 2011 | Мушкетеры                                            | The Three Musketeers                        | Плаше                                      |                        |
| 2011 | Один слуга, два господина                            | National Theatre Live: One Man, Two Guvnors | Фрэнсис Хеншолл                            |                        |
| 2012 | Электрическое кино: Как себя вести                   | Electric Cinema: How to Behave              | современный человек                        | короткометражный фильм |
| 2013 | Хоть раз в жизни                                     | Begin Again                                 | Стив                                       |                        |
| 2013 | Мечты сбываются!                                     | One Chance                                  | Пол Потс                                   |                        |
| 2013 | —                                                    | That Night                                  | парень                                     | короткометражный фильм |
| 2014 | Чем дальше в лес…                                    | Into the Woods                              | Пекарь                                     |                        |
| 2015 | Убей своих друзей                                    | Kill Your Friends                           | Роджер Уотерс                              |                        |
| 2015 | Леди в фургоне                                       | The Lady in the Van                         | уличный торговец                           |                        |
| 2016 | Тролли                                               | Trolls                                      | Здоровяк                                   | мультфильм; озвучка    |
| 2017 | Эмоджи фильм                                         | The Emoji Movie                             | Дай Пять                                   | мультфильм; озвучка    |
| 2018 | Кролик Питер                                         | Peter Rabbit                                | кролик Питер                               | озвучка                |
| 2018 | 8 подруг Оушена                                      | Ocean’s Eight                               | Джон Фрейзер                               |                        |
| 2018 | Смолфут                                              | Smallfoot                                   | Перси Паттерсон                            | мультфильм; озвучка    |
| 2019 | Yesterday                                            | Yesterday                                   | в роли самого себя                         |                        |
| 2019 | Кошки                                                | Cats                                        | Бастофер Джонс                             |                        |
| 2020 | Тролли. Мировой тур                                  | Trolls World Tour                           | Здоровяк                                   | мультфильм; озвучка    |
| 2020 | Искусственный интеллект                              | Superintelligence                           | в роли самого себя / голос Суперинтеллекта |                        |
| 2020 | Выпускной                                            | Prom                                        | Барри Гликман                              |                        |
| 2021 | Кролик Питер 2                                       | Peter Rabbit 2: The Runaway                 | кролик Питер                               | озвучка                |
| 2021 | Золушка                                              | Cinderella                                  | Джеймс                                     |                        |

### Телевидение
| Год       | Название на русском                      | Оригинальное название                    | Роль               | Примечания                           |
| --------- | ---------------------------------------- | ---------------------------------------- | ------------------ | ------------------------------------ |
| 1996      | —                                        | Out of Tune                              | Ли                 | телесериал; 8 эпизодов               |
| 1998      | Команда-мечта                            | Renford Rejects                          | Рейзор             | эпизод: Don Bruno                    |
| 1999      | —                                        | Boyz Unlimited                           | Гарет Джонс        | телесериал; основная роль            |
| 2000      | Холлиокс                                 | Hollyoaks                                | Уэйн               | эпизод: Episode #1.524               |
| 2000—2005 | Толстые друзья                           | Fat Friends                              | Джейми Раймер      | телесериал; основная роль            |
| 2001      | Джек и Бобовое дерево: Правдивая история | Jack and the Beanstalk: The Real Story   | Бран               | мини-сериал; 2 эпизода               |
| 2001—2003 | Учителя                                  | Teachers                                 | Джереми            | телесериал; 9 эпизодов               |
| 2002      | Круиз богов                              | Cruise of the Gods                       | Расселл            | телефильм                            |
| 2004      | Дэлзил и Пэскоу                          | Dalziel and Pascoe                       | Бен Форсайт        | эпизод: The Price of Fame            |
| 2004      | Маленькая Британия                       | Little Britain                           | Дьюи               | эпизод: Episode #2.3                 |
| 2007      | Из года в год                            | Annually Retentive                       | в роли самого себя | эпизод: Episode #2.4                 |
| 2007      | —                                        | The Everglades                           | н/д                | телевизионный короткометражный фильм |
| 2007—2019 | Гевин и Стейси                           | Gavin & Stacey                           | Нил «Смити» Смит   | телесериал; основная роль            |
| 2009      | —                                        | Horne & Corden                           | разные персонажи   | телесериал; основная роль            |
| 2009      | Груффало                                 | The Gruffalo                             | Мышонок            | телевизионный мультфильм; озвучка    |
| 2010      | —                                        | Beast Hunters                            | Хаггл              | телесериал; основная роль            |
| 2010      | Один Ронни                               | The One Ronnie                           | глэм-рокер / гость | телефильм                            |
| 2010—2011 | Доктор Кто                               | Doctor Who                               | Крейг Оуэнс        | телесериал; 2 эпизода                |
| 2011      | Малыш Вилли                              | Little Charley Bear                      | рассказчик         | мультсериал; основная роль; озвучка  |
| 2011      | Ночь и Доктор                            | Night and the Doctor                     | Крейг Оуэнс        | мини-сериал; эпизод: Up All Night    |
| 2011      | Дочурка Груффало                         | The Gruffalo’s Child                     | Мышонок            | телевизионный мультфильм; озвучка    |
| 2012      | Стелла                                   | Stella                                   | Стив               | эпизод: Episode #1.10                |
| 2013      | —                                        | National Theatre Live: 50 Years on Stage | Стив               | телефильм; новелла: The History Boys |
| 2013—2014 | Не те парни                              | The Wrong Mans                           | Фил                | мини-сериал; основная роль           |
| 2015      | «Ахап Ереч» Роальда Даля                 | Roald Dahl’s Esio Trot                   | рассказчик         | телефильм                            |
| 2017      | Праздник троллей                         | Trolls Holiday                           | Здоровяк           | телевизионный мультфильм             |
| 2018      | —                                        | James Corden’s Next James Corden         | в роли самого себя | телесериал; основная роль            |
| 2018      | Счастливы вместе                         | Happy Together                           | в роли самого себя | эпизод: Pilot                        |
| 2019      | Субботним вечером в прямом эфире         | Saturday Night Live                      | Борис Джонсон      | эпизод: Jennifer Lopez/DaBaby        |
| 2020      | Великие представления                    | Great Performances                       | Фрэнсис Хеншолл    | эпизод: One Man, Two Guvnors         |

### Игры
| Год  | Название                                   | Роль     | Примечания |
| ---- | ------------------------------------------ | -------- | ---------- |
| 2008 | Fable II                                   | Монти    |            |
| 2017 | The Emoji Movie Virtual Reality eXperience | Дай Пять |            |